# Grassel
Grassel ist ein Ortsteil der Gemeinde Meine in Niedersachsen unmittelbar nordöstlich von Braunschweig. Der Ort hat heute etwa 850 Einwohner.

## Geografie

### Geografische Lage
Grassel und seine Gemarkung hat eine Fläche von 714 ha und liegt 13 km nordöstlich des Braunschweiger Stadtkerns. Die Grenze zum Braunschweiger Stadtgebiet verläuft unmittelbar am südlichen Ortsrand. Südöstlich des Ortes liegen ausgedehnte Laubwälder und am östlichen Ortsausgang ein kleiner See, der Sauteich.

### Nachbargemeinden
* Entfernungsangaben beziehen sich jeweils auf die Entfernung bis zum Ortszentrum.
|                                   | Stadt Gifhorn (19 km)         |                  |  |                         |
| Ortsteil Meine (5 km)             | Ortsteil Wedelheine (3,5 km)  | Essenrode (4 km) |  |                         |
| Ortsteil Abbesbüttel (2 km)       |                               |                  |  | Stadt Wolfsburg (15 km) |
|                                   | Braunschweig-Bevenrode (2 km) | Lehre (7 km)     |  |                         |
|                                   |                               |                  |  |                         |
| Braunschweig Stadtzentrum (13 km) |                               |                  |  |                         |

### Bevölkerung
| Jahr | Einwohner |  | Jahr | Einwohner |
| ---- | --------- |  | ---- | --------- |
| 1821 | 228       |  | 1950 | 680       |
| 1848 | ~250      |  | 1961 | 531       |
| 1871 | 333       |  | 1970 | 584       |
| 1912 | 429       |  | 1980 | 725       |
| 1925 | 398       |  | 1990 | 763       |
| 1933 | 384       |  | 2000 | 822       |
| 1939 | 392       |  | 2006 | 833       |

Die Bevölkerungsentwicklung in historischer Zeit ist für Grassel unabhängig von der Gemeinde Meine belegt. Seit der Eingemeindung und der Gründung der Samtgemeinde 1974 wurde die Einwohnerentwicklung für den Ort Grassel von der Samtgemeinde Papenteich dokumentiert. Zum 16. Dezember 2020 hatte Grassel 785 Einwohner.
Man geht davon aus, dass Grassel zwischen dem 15. und 18. Jahrhundert etwa 150 Einwohner hatte. Erst nach 1777 wuchs es deutlich über diese Größe hinaus: 250 Einwohner im Jahr 1848, 398 im Jahr 1905, 680 im Jahr 1950. Gegenwärtig wächst der Ort bedingt durch die günstige Randlage zu Braunschweig stetig an und wurde erst 2002 durch ein Neubaugebiet erweitert.

## Geschichte

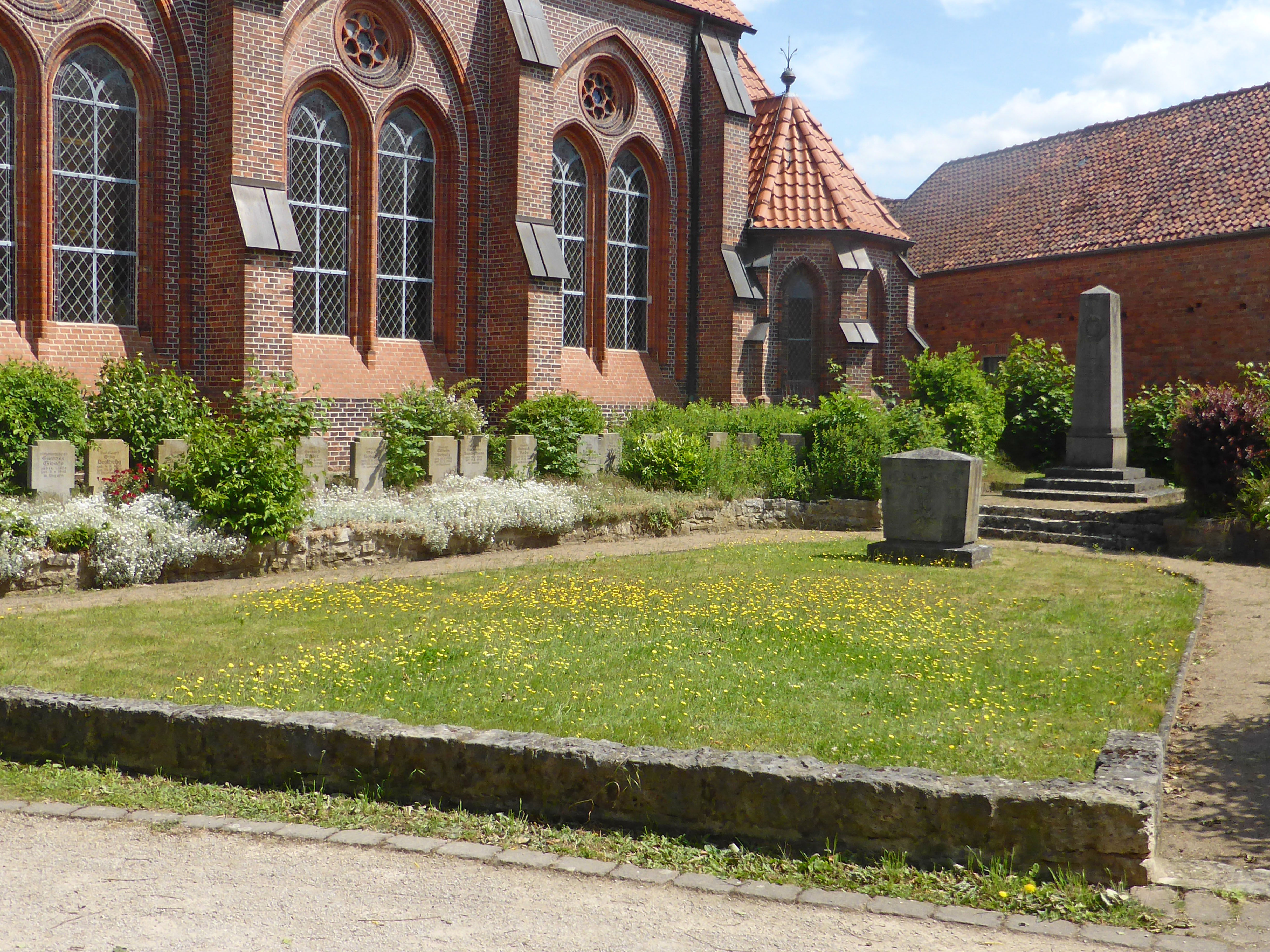
Ehrenhain für die Opfer der beiden Weltkriege

### Frühzeit des Ortes
Man geht derzeit davon aus, dass der Ort etwa um 800 gegründet wurde. Ob er mit einem Anfang des 9. Jahrhunderts urkundlich erwähnten Ort "Grasaloh" identisch ist, konnte allerdings noch nicht sicher bestätigt werden. Im Jahr 1489 bestand Grassel aus 3 Vollhöfen, 5 Halbhöfen und 9 Kötnerhöfen. Danach war damals von etwa 150 Einwohnern auszugehen.

### Wüstungen
siehe Hauptartikel: Wüstungen im Papenteich

In der Grasseler Feldmark befinden sich die Wüstungen Lüttgen Bevenrode und Engerode.

### Eingemeindung
Am 1. März 1974 wurde Grassel in die Gemeinde Meine eingegliedert.

## Kultur und Sehenswürdigkeiten

### Religion

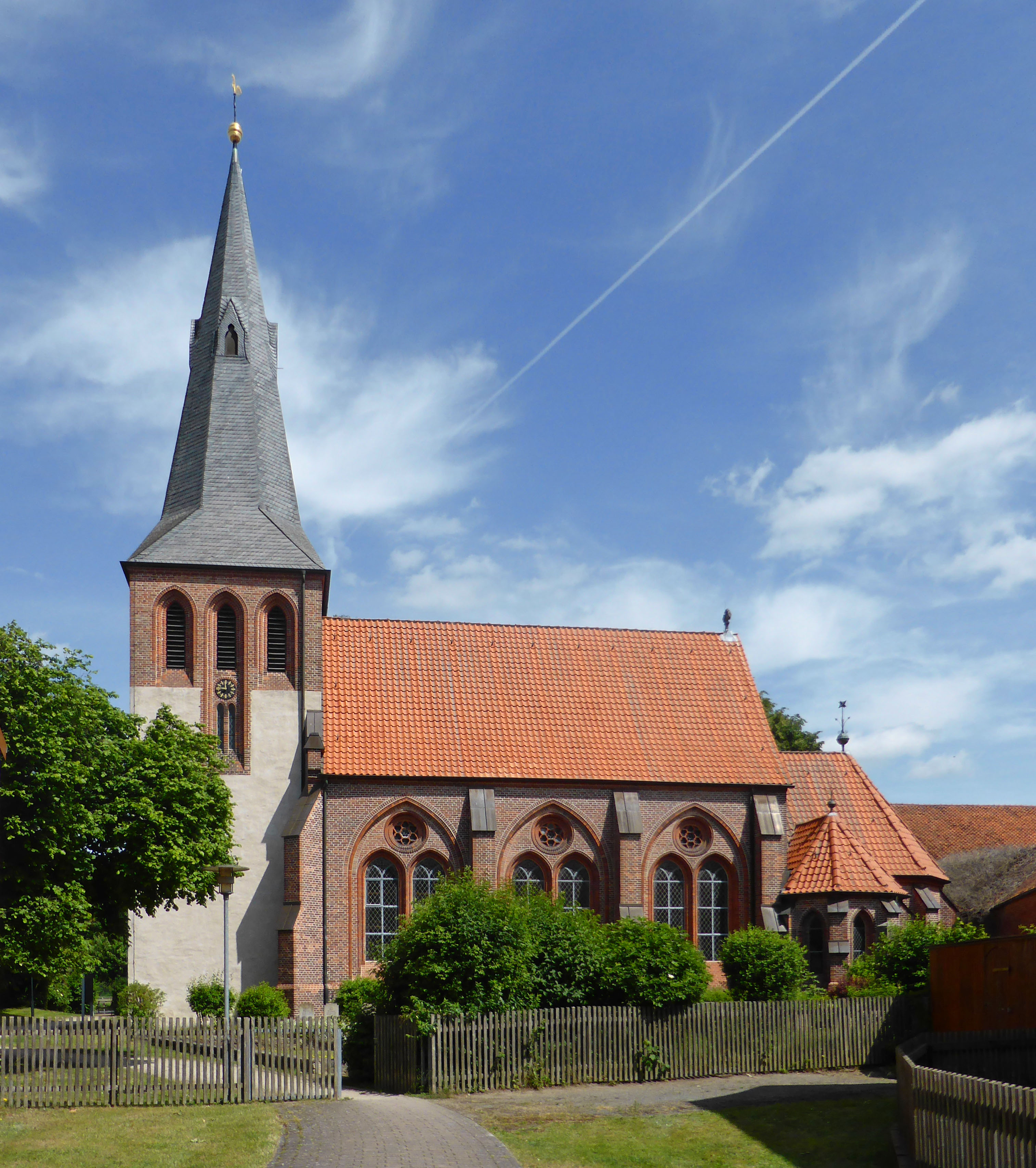
St.-Vincenz-Kirche

Der Ort gehört zum evangelischen Kirchspiel Essenrode, hat jedoch mit St. Vincenz eine eigene Kirche (ausgebaut 1864/66 von Conrad Wilhelm Hase in Backstein-Neugotik, zuvor Kapelle, erhalten sind ein mittelalterlicher Turmsockel aus Bruchstein und ein spätgotischer Altaraufsatz). Die katholischen Einwohner gehören zur St.-Andreas-Kirche in Meine.

## Wirtschaft und Infrastruktur

### Öffentliche Einrichtungen

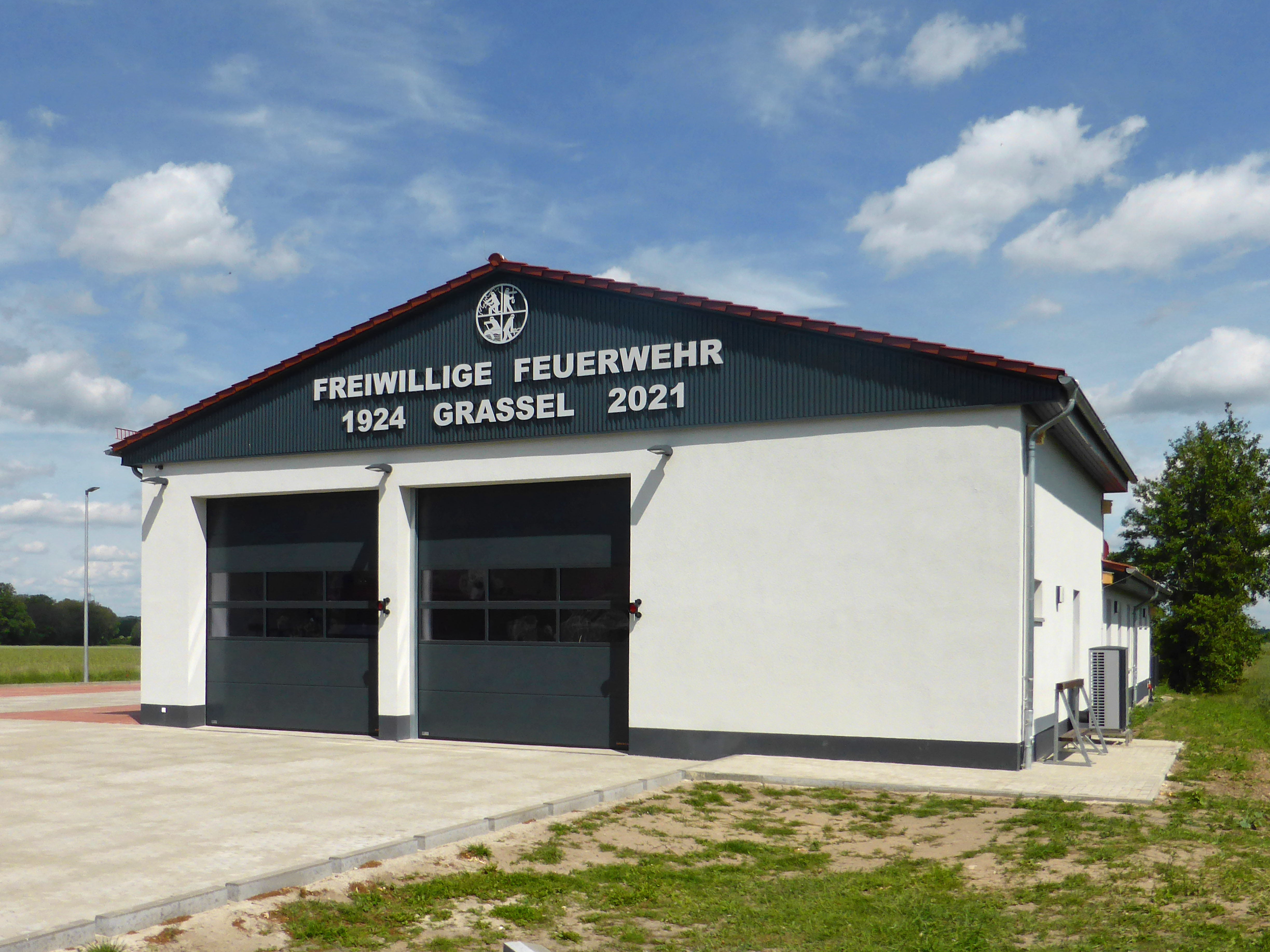
Feuerwehrhaus

- Kindergarten: Die erste Erwähnung eines Schuldienstes in Grassel stammt aus dem Jahr 1655, heute beherbergt das Gebäude der ehemaligen Schule den Kindergarten Grasselbande.
- Feuerwehr und Zivilschutz: Grassel hat seit 1924 eine Freiwillige Feuerwehr. 1974 folgte die Gründung der Jugendfeuerwehr, 2003 wurde in Grassel die erste Kinderfeuerwehr im Landkreis Gifhorn gegründet.[5] Am 6. Juli 2019 fiel das Feuerwehrhaus einer Brandstiftung zum Opfer. Von 2020 an wurde ein neues Feuerwehrhaus erbaut, das am 20. Mai 2022 eingeweiht wurde.[6]
- Dorfgemeinschaftshaus: Das DGH mit einem großen und kleinem Saal wird vorwiegend von den Vereinen genutzt, kann aber auch privat angemietet werden.
- Bücherhaltestelle: Auf dem Dorfplatz in der Dorfmitte befindet sich seit 2016 in der alten Bushaltestelle ein Bücherschrank zum Tauschen von gebrauchten Büchern.

### Vereine, Verbände, Gruppen
Grassel hat ein umfangreiches und sehr aktives Vereinsleben: die Feuerwehr als größter Verein, einen Singkreis für Frauen, die Jagdhornbläser, einen Tischtennisverein mit verschiedenen Sparten, die NKV Schießsportkameradschaft Grassel, einen Kleingärtner- und einen Seniorenverein.

### Verkehr

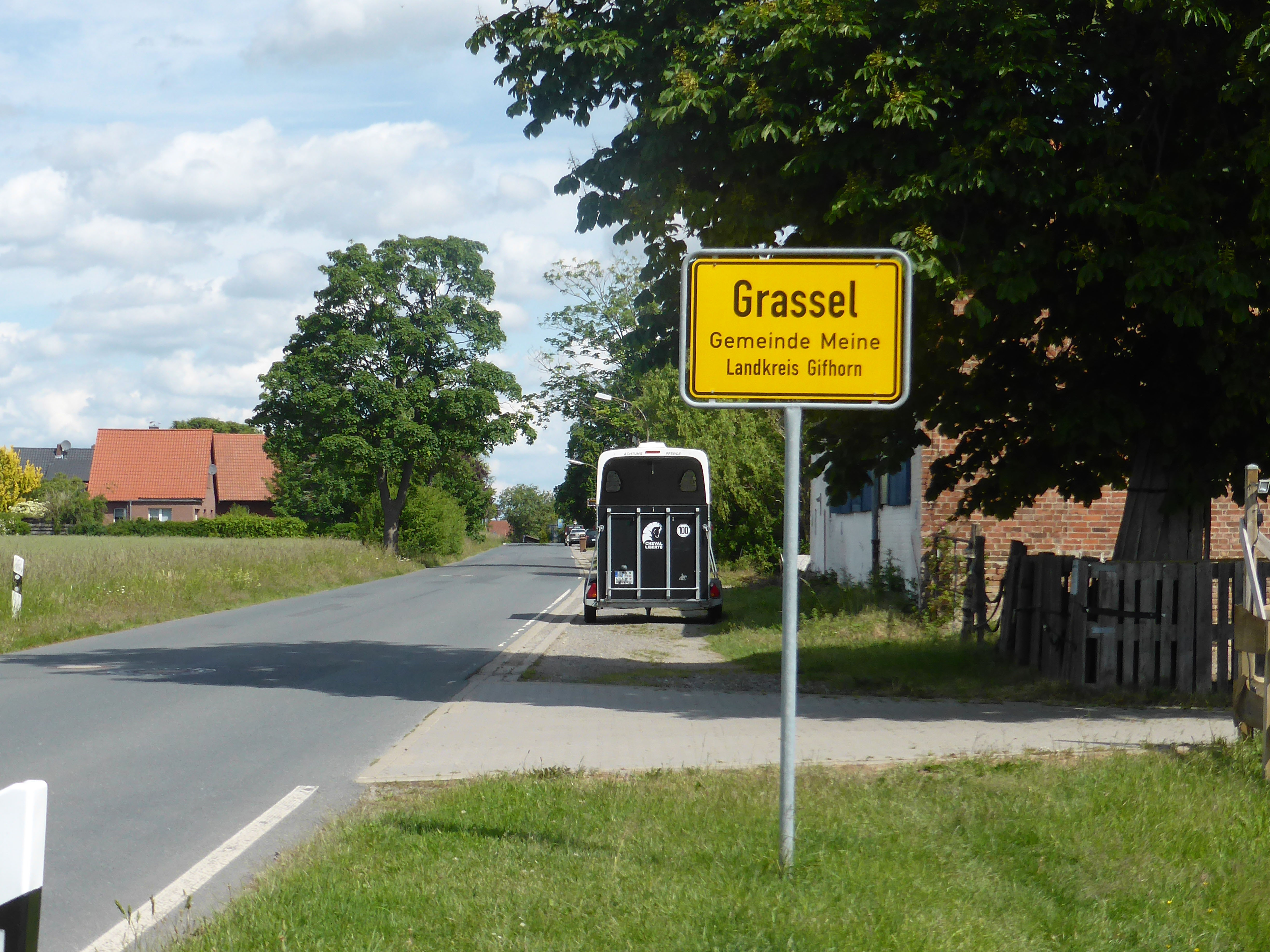
Landesstraße 293 mit südlichem Ortseingang von Grassel

Durch Grassel führt die Landesstraße 293. Sie beginnt an der Bundesautobahn 391, Anschlussstelle 1 (Braunschweig-Wenden), und verläuft über Bechtsbüttel und Bevenrode nach Grassel, wo sie die Bezeichnungen Bevenroder Straße, Brunnenstraße und Essenroder Straße trägt, und weiter über Essenrode bis zur Landesstraße 321 zwischen Allenbüttel und Wettmershagen. Die Kreisstraße 63 beginnt an der Kreisstraße 60 zwischen Abbesbüttel und Wedesbüttel und führt nach Grassel, wo sie an der Landesstraße 293 endet.
Linienbusse fahren von Grassel bis nach Braunschweig, Essenrode, Gifhorn, Isenbüttel, Meine und Walle.